# Ingwer Paul
Ingwer Paul (* 1953) ist ein deutscher Germanist.

## Leben
Er studierte Soziologie, Pädagogik, Deutsch und Englisch in Kiel und an der FU Berlin. Von 1978 bis 1979 war er Language Assistant in London. Nach dem 1. Staatsexamen 1982 war er von 1983 bis 1988 wissenschaftlicher Mitarbeiter an der FU Berlin. Nach dem Promotion 1988 (s.c.l.) an der FU Berlin war er von 1990 bis 1997 wissenschaftlicher Assistent an der FU Berlin. Nach dem Referendariat (1988–1990) und 2. Staatsexamen war er von 1992 bis 1993 Mitglied der Forschungsgruppe Nationale Selbst- und Fremdbilder am Zentrum für interdisziplinäre Forschung. Nach der Habilitation 1998 an der FU Berlin war er von 1998 bis 2000 Lehrer im Berliner Schuldienst. Von 2000 bis 2004 war er Oberassistent an der FU Berlin. Von 2001 bis 2013 führten ihn Dozenturen nach Peking und Nanjing. Seit 2004 lehrt er als Professor für Mediendidaktik (mit germanistisch-linguistischem Schwerpunkt) an der Universität Bielefeld. Von 2011 bis 2015 war er Direktor der Bielefeld School of Education.

## Publikationen (Auswahl)
- Rituelle Kommunikation. Sprachliche Verfahren zur Konstitution ritueller Bedeutung und zur Organisation des Rituals. Tübingen 1990, ISBN 3-87808-718-7.
- Praktische Sprachreflexion. Tübingen 1999, ISBN 3-484-22061-9.
- als Herausgeber mit Fritz Tangermann und Winfried Thielmann: Standard: Bildung. Blinde Flecken der deutschen Bildungsdiskussion. Mit sechs Tabelle. Göttingen 2008, ISBN 978-3-525-31544-6.
- Lehrkunst. Wie aus Gesprächsteilnehmern Lehrer werden. Bielefeld 2018, ISBN 3-8498-1300-2.